# Partitio terrarum imperii Romaniae
La Partitio terrarum imperii Romaniae ("divisione delle terre dell'impero di Romània") fu un trattato sottoscritto dai crociati dopo il sacco di Costantinopoli, capitale dell'impero bizantino, nel contesto della quarta crociata (1204). Il trattato prevedeva la fondazione dell'impero latino in luogo dell'impero greco di Costantinopoli e stabiliva la divisione del territorio dell'ex-impero tra i partecipanti alla crociata. La repubblica di Venezia ne trasse, sulla carta, i maggiori benefici. Tuttavia, dal momento che i crociati non controllavano la maggior parte dell'ex-impero, molte delle partizioni proposte non furono mai realizzate.

## Clausole
Il trattato fu promulgato nel settembre-ottobre del 1204 o, secondo Nicolaos Oikonomides, immediatamente dopo il saccheggio della città, in aprile-maggio. Esso fu stilato da un comitato di 24 uomini, 12 veneziani e 12 rappresentanti degli altri capi della crociata. Concedeva all'imperatore latino il controllo diretto di un quarto dei territori bizantini, a Venezia 3⁄8 (compresi 3⁄8 della capitale, con la Hagia Sophia), e i rimanenti 3⁄8 da spartirsi tra gli altri capi crociati. Attraverso questo accordo, Venezia si confermò come il potere egemone nella Romanìa latina. Il doge di Venezia Enrico Dandolo aggiunse ai suoi altri titoli quello di Dominator quartae et dimidiae partis totius Imperii Romaniae ("Signore di un quarto e mezzo dell'impero romano").

## Conseguenze
La Partitio Romaniae segnò l'inizio del periodo della storia della Grecia chiamato Francocrazia o Latinocrazia: nobili cattolici, perlopiù francesi ed italiani, fondarono propri stati sui territori sottratti a Bisanzio e governarono su una massa di popolazione ortodossa e greca. Le clausole della Partitio Romaniae non furono ad ogni modo pienamente attuate; alcuni nobili bizantini riuscirono ad instaurare stati greci in esilio, l'impero di Nicea, il despotato d'Epiro e l'impero di Trebisonda, che guerreggiarono con i deboli potentati latini. Lo stesso impero latino, che controllava la capitale e il bacino del mar di Marmara, fu coinvolto in una guerra disastrosa con il secondo impero bulgaro, prima di venir riconquistato, nel 1261, dai greci di Nicea.

## Uso come fonte storica
Dal momento che la divisione si basava su documenti e registri fiscali della cancelleria imperiale ora perduti, la Partitio Romaniae è una fonte preziosa sulle divisioni amministrative (Episkepsis) dell'Impero d'oriente, sulle proprietà delle grandi famiglie bizantine e sulle aree ancora controllate dall'impero bizantino.